# Vadalj
Vadalj – wieś w Chorwacji, w żupanii szybenicko-knińskiej, w gminie Primošten. W 2011 roku liczyła 93 mieszkańców.